# کریستین ونگا بالبائو
کریستین ونگا بالبائو (اسپانیایی: Christian Venge Balboa‎؛ زادهٔ ۱ دسامبر ۱۹۷۲) دوچرخه‌سوار اهل اسپانیا است.